# 稲枝駅

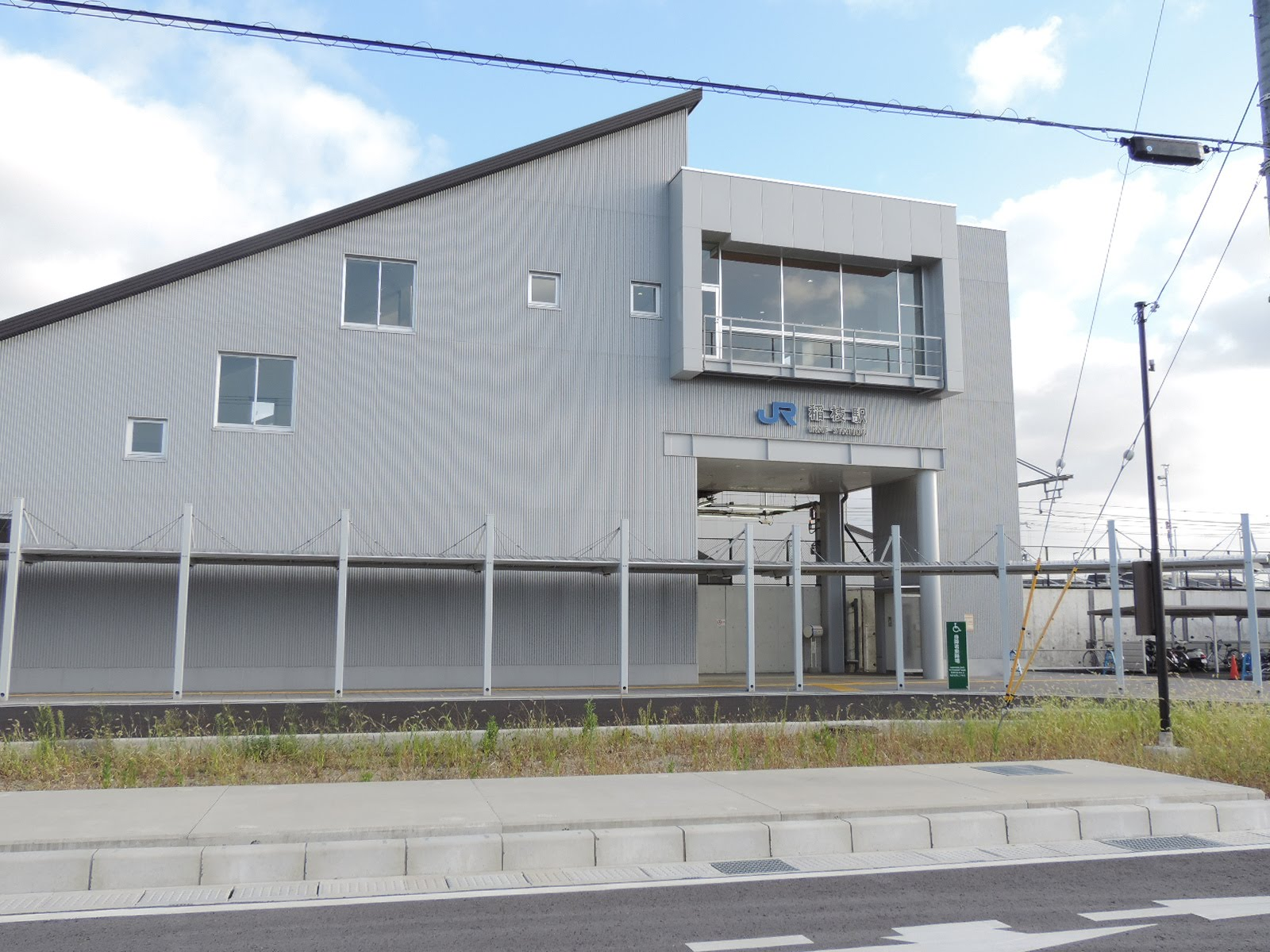
西口（2020年4月）

稲枝駅（いなええき）は、滋賀県彦根市稲枝町にある、西日本旅客鉄道（JR西日本）東海道本線の駅である。駅番号はJR-A16。「琵琶湖線」の愛称区間に含まれている。

## 歴史
- 1920年（大正9年）7月1日：鉄道省東海道本線の河瀬駅 - 能登川駅間に新設開[2]業。旅客・貨物の取り扱いを開始[2]。
- 1963年（昭和38年）2月1日：貨物の取り扱いが廃止[2]。
- 1985年（昭和60年）3月14日：荷物扱い廃止[2]。
- 1987年（昭和62年）4月1日：国鉄分割民営化により、西日本旅客鉄道（JR西日本）の駅となる[2]。
- 1988年（昭和63年）3月13日：路線愛称の制定により、「琵琶湖線」の愛称を使用開始。
- 1998年（平成10年）4月7日：自動改札機を設置し、供用開始[5]。
- 2003年（平成15年）11月1日：ICカード「ICOCA」の利用が可能となる[6]。
- 2006年（平成18年）10月1日：JR京都・神戸線運行管理システム導入。
- 2007年（平成19年）
  - 3月18日：駅自動放送を更新。電光掲示板導入。
  - 3月22日：「稲枝駅改築整備促進期成同盟会」が設立される。会長は彦根市長。
- 2013年（平成25年）4月1日：彦根市とJR西日本の間で稲枝駅改築に関する協定が結ばれる[7]。
- 2014年（平成26年）
  - 9月30日：駅舎改築工事に伴い、開業当時に植栽された樹齢約90年の駅前広場の桜が伐採される[8]。
  - 11月16日：駅舎改築工事に伴い、仮駅舎に移転。
- 2015年（平成27年）3月12日：入線警告音の見直しに伴い、接近メロディ導入[9]。
- 2016年（平成28年）
  - 12月10日：みどりの窓口の営業を終了[3]。
  - 12月11日：橋上駅舎および東西自由通路が供用開始[3][10]。西口開設。みどりの券売機プラスを導入[3]。
- 2018年（平成30年）3月17日：駅ナンバリングが導入される。

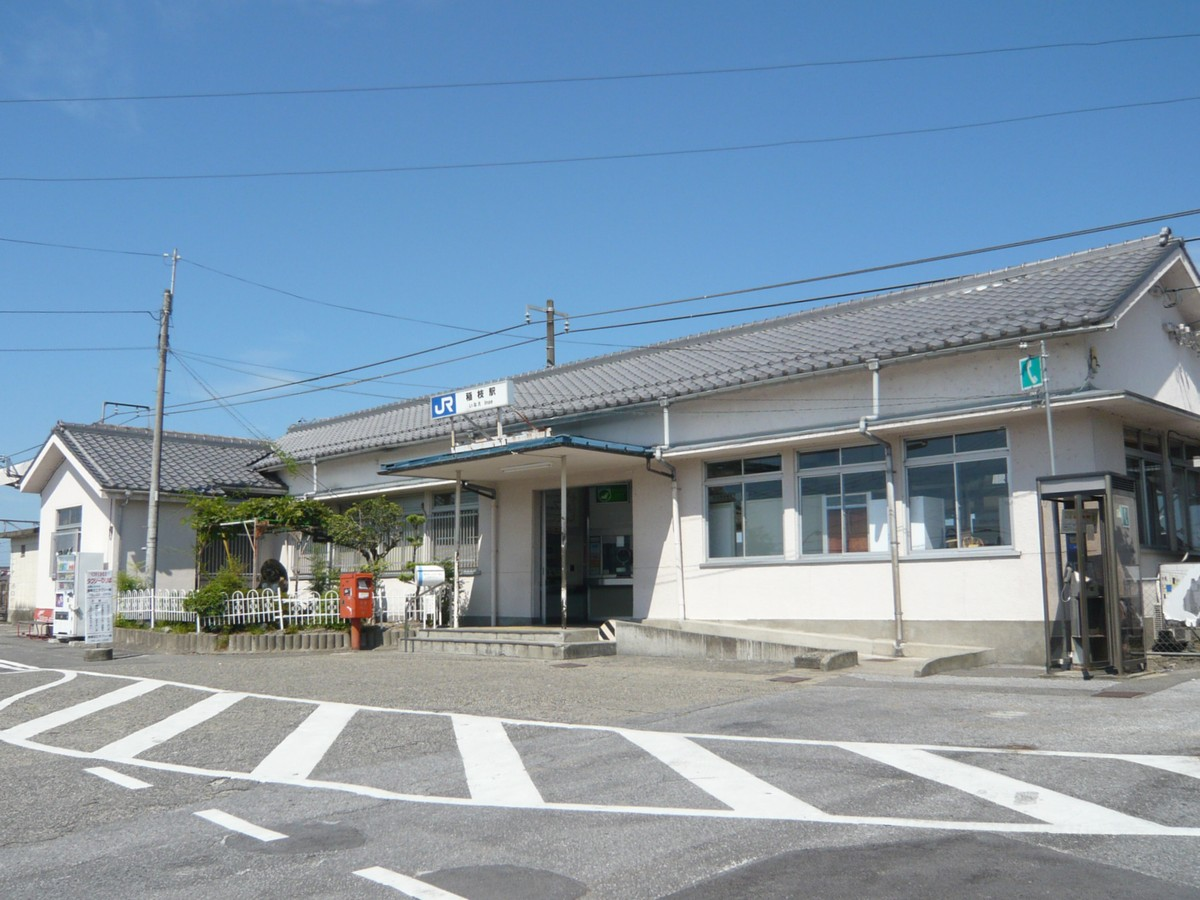
旧駅舎（2007年8月）
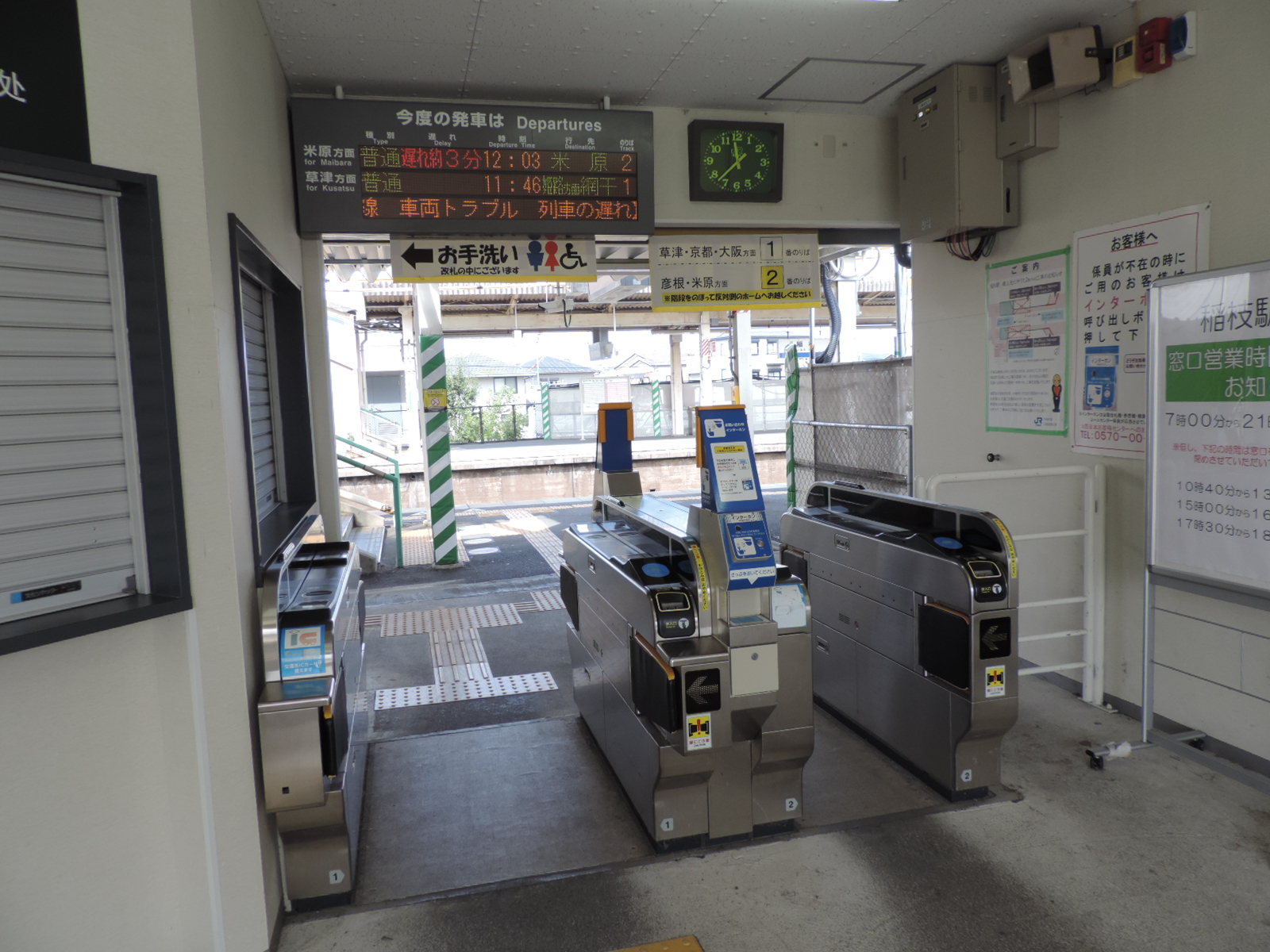
旧改札口（2015年10月）

## 駅構造
相対式ホーム2面2線を持つ地上駅になっている。2016年（平成28年）12月11日に橋上駅舎が供用開始された。東西を結ぶ自由通路が整備されており、エレベーター・エスカレーターが設置されている。なお、駅業務はJR西日本交通サービスに業務委託されており、米原駅が当駅を管理している。みどりの券売機プラスが設置されている。
ICOCA利用可能駅であり、ICOCAの相互利用カードも利用可能。

### のりば
| のりば | 路線     | 方向 | 行先                 |
| ------ | -------- | ---- | -------------------- |
| 1      | 琵琶湖線 | 下り | 草津・京都・大阪方面 |
| 2      | 琵琶湖線 | 上り | 彦根・米原・長浜方面 |

- 上表の路線名は旅客案内上の名称（愛称）で表記している。

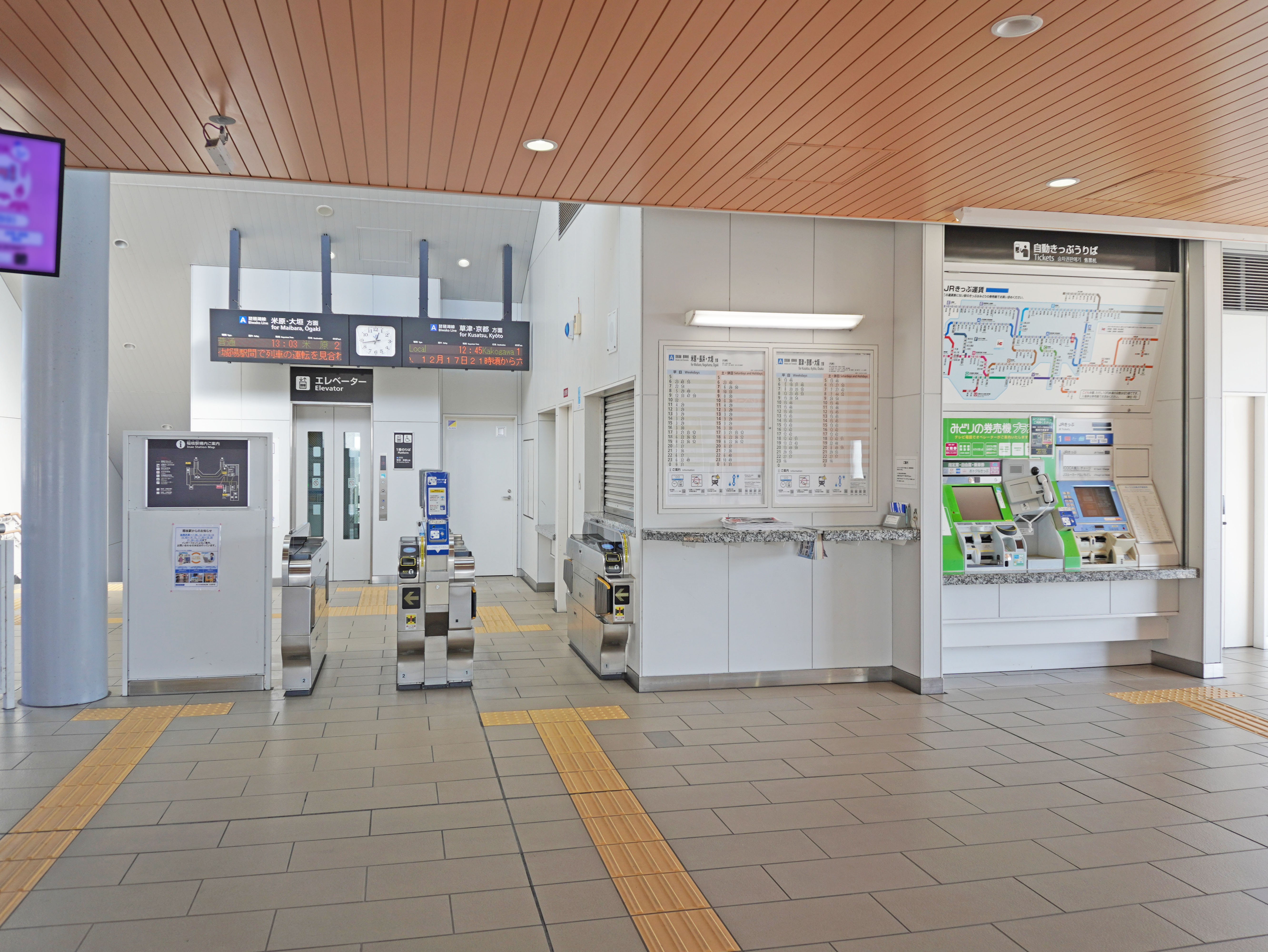
改札口と切符売り場（2022年12月）
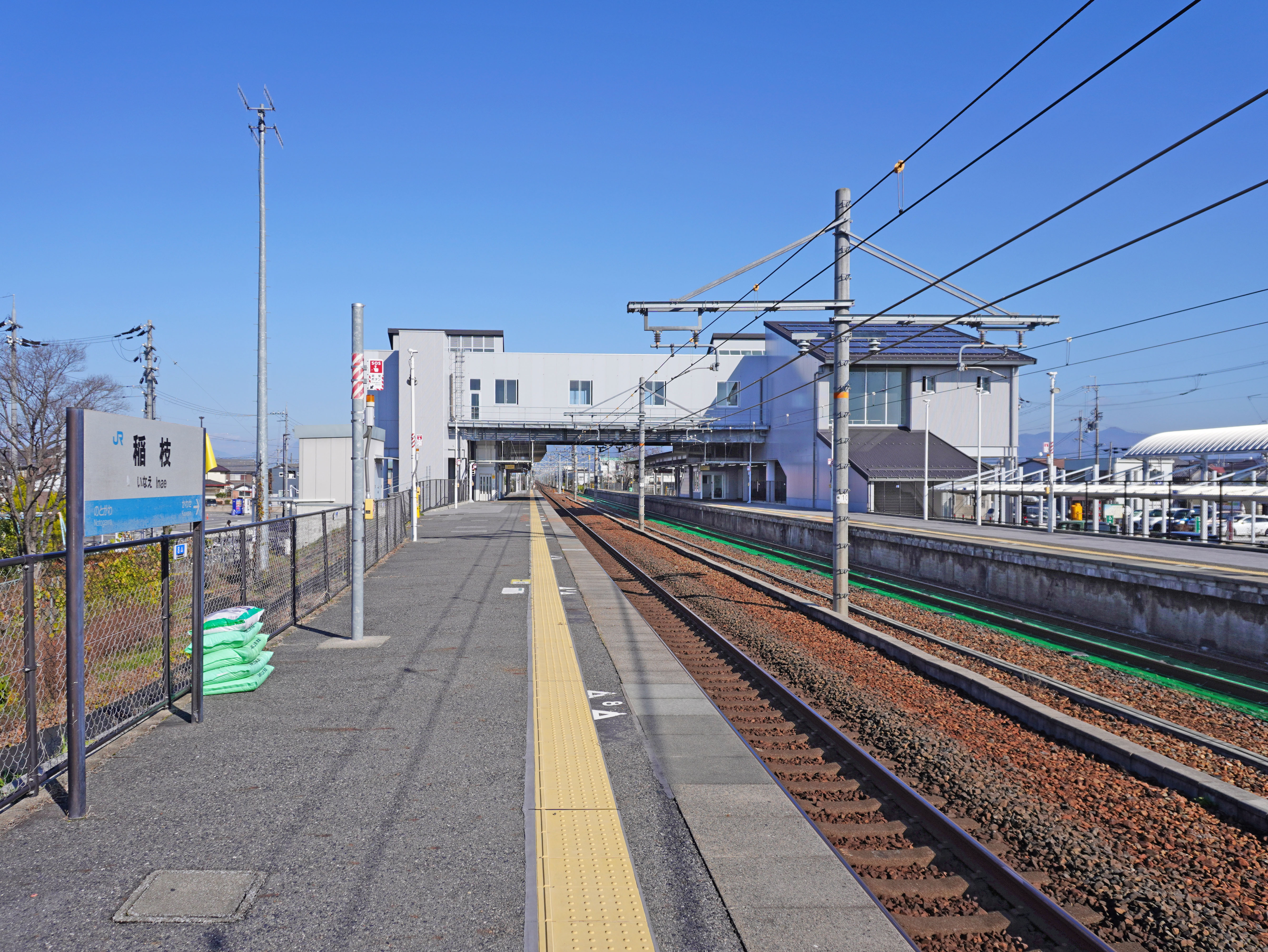
ホーム（2022年12月）

## ダイヤ
日中時間帯は1時間あたり2本が停車する。なお、朝と夕方以降は本数が増える時間帯がある。

## 利用状況
JR西日本の移動等円滑化取組報告書によれば、2023年度の1日当たりの利用者数は4,660人。
「滋賀県統計書」によると、各年度の1日平均乗車人員は以下の通り。
| 年度   | 1日平均 乗車人員 | 出典        |
| ------ | ---------------- | ----------- |
| 1992年 | 3,417            | [ 統計 2 ]  |
| 1993年 | 3,415            | [ 統計 3 ]  |
| 1994年 | 3,488            | [ 統計 4 ]  |
| 1995年 | 3,383            | [ 統計 5 ]  |
| 1996年 | 3,306            | [ 統計 6 ]  |
| 1997年 | 3,137            | [ 統計 7 ]  |
| 1998年 | 3,072            | [ 統計 8 ]  |
| 1999年 | 2,972            | [ 統計 9 ]  |
| 2000年 | 2,852            | [ 統計 10 ] |
| 2001年 | 2,715            | [ 統計 11 ] |
| 2002年 | 2,677            | [ 統計 12 ] |
| 2003年 | 2,642            | [ 統計 13 ] |
| 2004年 | 2,617            | [ 統計 14 ] |
| 2005年 | 2,616            | [ 統計 15 ] |
| 2006年 | 2,586            | [ 統計 16 ] |
| 2007年 | 2,560            | [ 統計 17 ] |
| 2008年 | 2,525            | [ 統計 18 ] |
| 2009年 | 2,513            | [ 統計 19 ] |
| 2010年 | 2,493            | [ 統計 20 ] |
| 2011年 | 2,527            | [ 統計 21 ] |
| 2012年 | 2,521            | [ 統計 22 ] |
| 2013年 | 2,570            | [ 統計 23 ] |
| 2014年 | 2,491            | [ 統計 24 ] |
| 2015年 | 2,534            | [ 統計 25 ] |
| 2016年 | 2,538            | [ 統計 26 ] |
| 2017年 | 2,523            | [ 統計 27 ] |
| 2018年 | 2,541            | [ 統計 28 ] |
| 2019年 | 2,556            | [ 統計 29 ] |
| 2020年 | 2,086            | [ 統計 30 ] |
| 2021年 | 2,135            | [ 統計 31 ] |
| 2022年 | 2,252            | [ 統計 32 ] |

## 駅周辺
駅東側にロータリーが整備されており、線路に並行する形で小規模な商店街が形成されているが、営業する店舗は少ない。2022年（令和4年）11月から自転車等放置禁止区域が設定される中で、稲枝駅東口の自転車預り所でつくる「稲枝自転車預かり商組合」が、経営者の高齢化による自転車置き場閉鎖で駐輪所不足が生じる懸念があることから、自転車置き場を新設するよう彦根市に求めている。
- 聖泉大学・聖泉大学短期大学部
- 彦根市立稲枝中学校
- ナイキ彦根工場（旧：内記金属製作所）
- セイコーヴィーバス
- 港屋ハウジング
- 京進稲枝校
- フレンドマート稲枝店
- 滋賀銀行稲枝支店
- 滋賀中央信用金庫稲枝支店
- 稲枝郵便局

## 接続交通機関
駅東口のロータリー内に「稲枝駅」停留所があり、彦根観光バスと愛のりタクシー（デマンドタクシー）の各路線が乗り入れる。

### バス路線
- 彦根観光バス
  - 稲枝循環線：稲枝駅

※「田原・本庄方面」と「聖泉大学シャトル」が混在する。
備考
- 田原方面は平日朝に1便、本庄方面は平日夕方に1便をそれぞれ運行。
- 聖泉大学シャトルは平日朝に1便、平日夕方に2便をぞれぞれ運行。

### タクシー路線
- 愛のりタクシーいなえ[13]
  - 石寺線：友仁山崎病院 / 雨降野信号前
  - 新海浜線：友仁山崎病院 / 豊郷駅

- 愛のりタクシーあいしょう[14]
  - 愛荘西部線：湖東記念病院
  - 金剛輪寺線：湖東記念病院

## 隣の駅
西日本旅客鉄道（JR西日本）
 琵琶湖線（東海道本線）
■新快速
通過
■普通（京都駅または高槻駅以西は快速）
河瀬駅 (JR-A15) - 稲枝駅 (JR-A16) - 能登川駅 (JR-A17)

### 記事本文

### 統計資料
1. 1 2  “移動等円滑化取組報告書（鉄道駅）（令和5年度）”.   西日本旅客鉄道. 2025年3月15日閲覧。
2. ↑  平成4年滋賀県統計書
3. ↑  平成5年滋賀県統計書
4. ↑  平成6年滋賀県統計書
5. ↑  平成7年滋賀県統計書
6. ↑  平成8年滋賀県統計書
7. ↑  平成9年滋賀県統計書
8. ↑  平成10年滋賀県統計書
9. ↑  平成11年滋賀県統計書
10. ↑  平成12年滋賀県統計書
11. ↑  平成13年滋賀県統計書
12. ↑  平成14年滋賀県統計書
13. ↑  平成15年滋賀県統計書
14. ↑  平成16年滋賀県統計書
15. ↑  平成17年滋賀県統計書
16. ↑  平成18年滋賀県統計書
17. ↑  平成19年滋賀県統計書
18. ↑  平成20年滋賀県統計書
19. ↑  平成21年滋賀県統計書
20. ↑  平成22年滋賀県統計書
21. ↑  平成23年滋賀県統計書
22. ↑  平成24年滋賀県統計書
23. ↑  平成25年滋賀県統計書
24. ↑  平成26年滋賀県統計書
25. ↑  平成27年滋賀県統計書
26. ↑  平成28年滋賀県統計書
27. ↑  平成29年滋賀県統計書
28. ↑  平成30年滋賀県統計書 (PDF)
29. ↑  令和元年滋賀県統計書 (PDF)
30. ↑  令和2年滋賀県統計書 (PDF)
31. ↑  令和3年滋賀県統計書 (PDF)
32. ↑  令和4年滋賀県統計書 (PDF)